# Lidgerwood Manufacturing & Co.

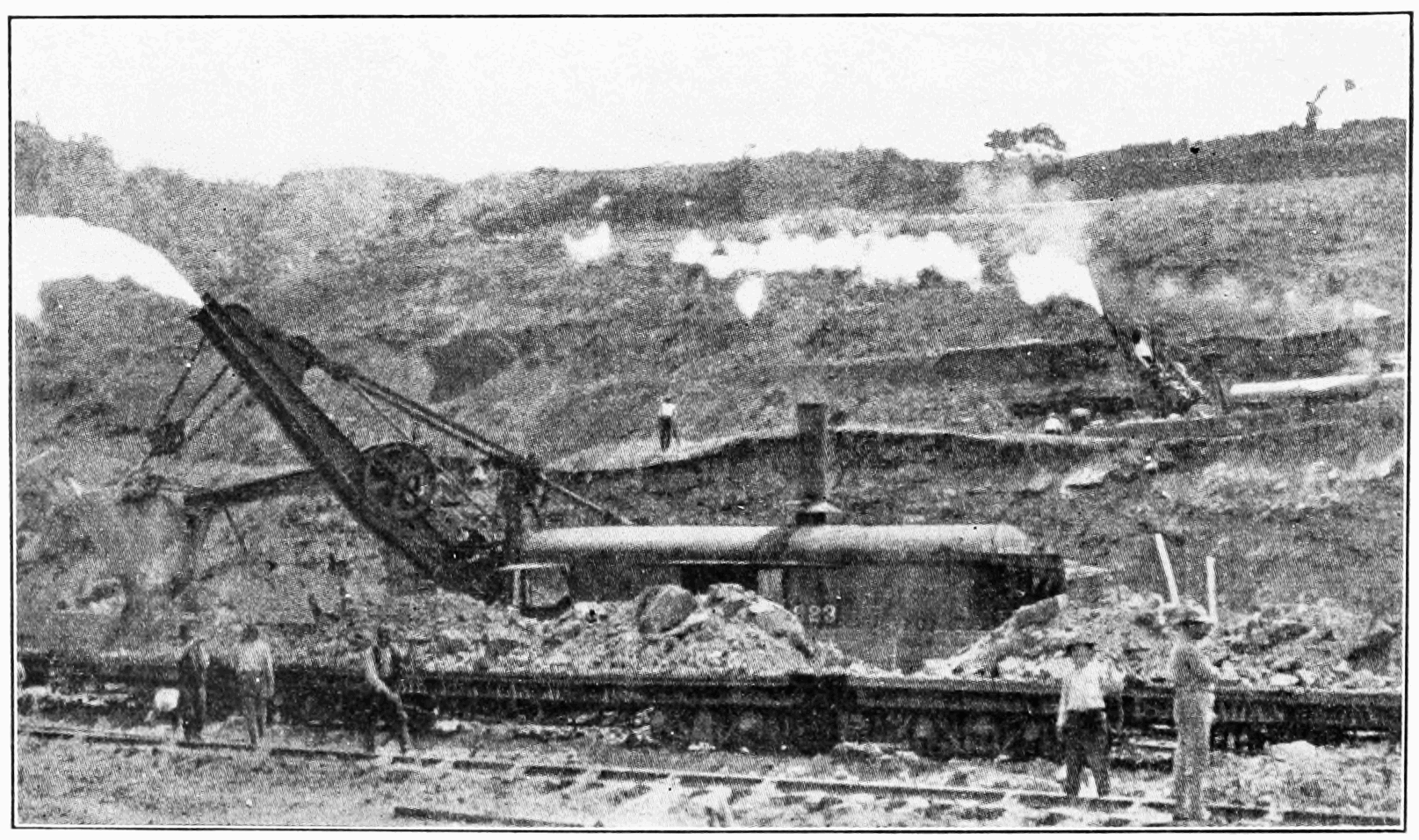
Operações de transporte de trem Escavadora a vapor "Lidgerwood", 1909.

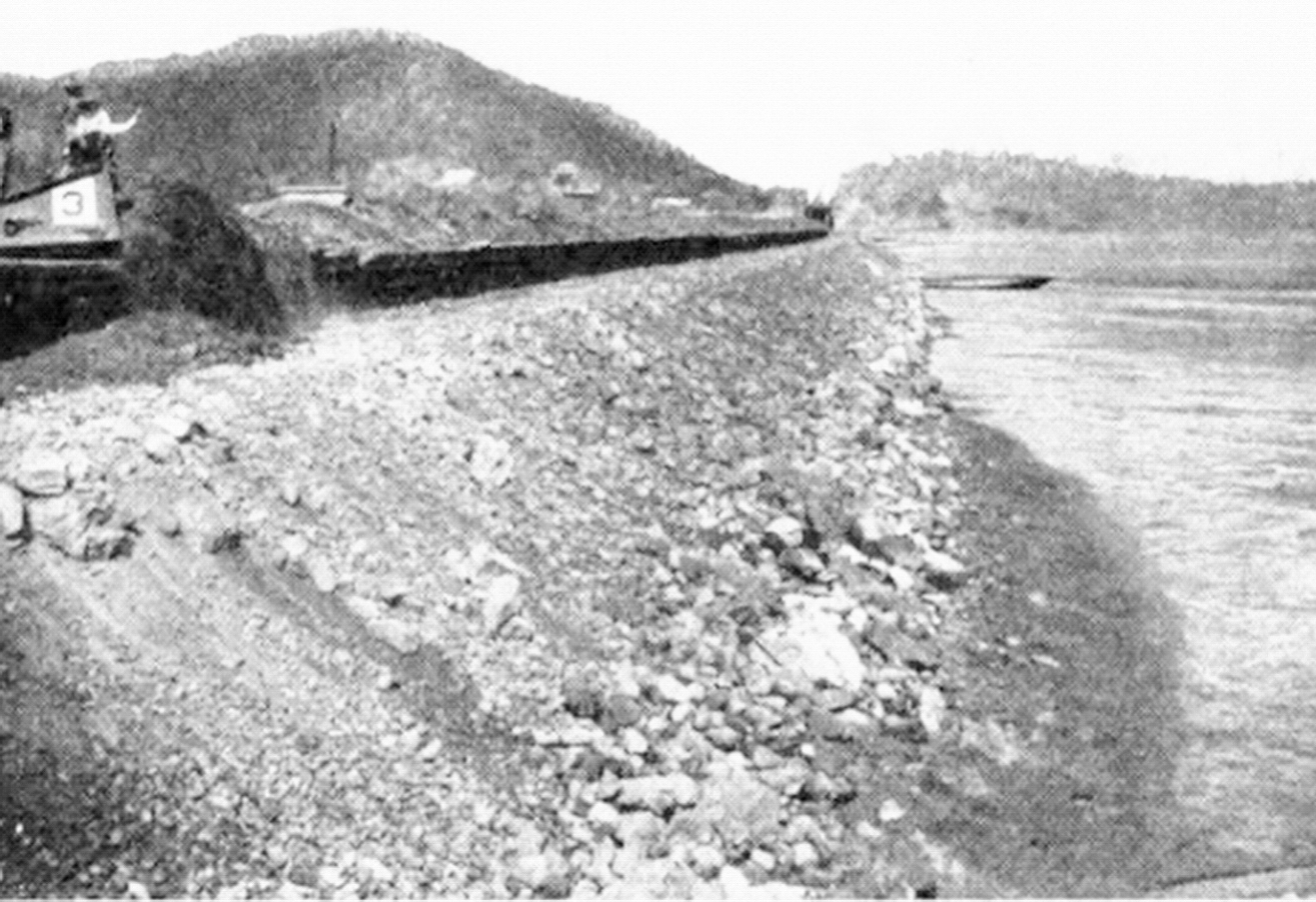
Construção do Canal do Panamá. Equipamentos Lidgerwood sendo descarregados.

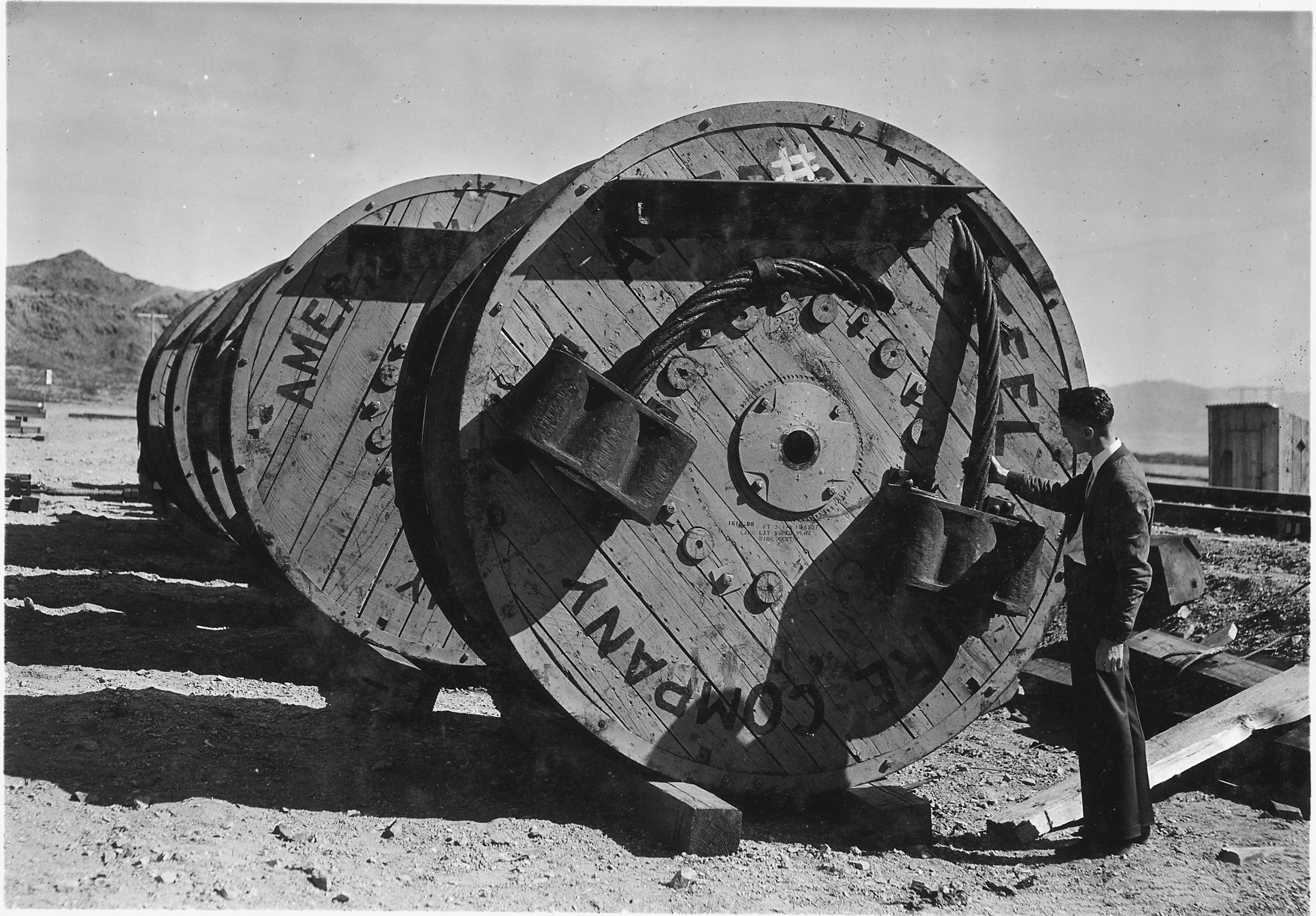
Cabos e equipamentos para construção de teleférico de 150 toneladas de armazenagem em metros...

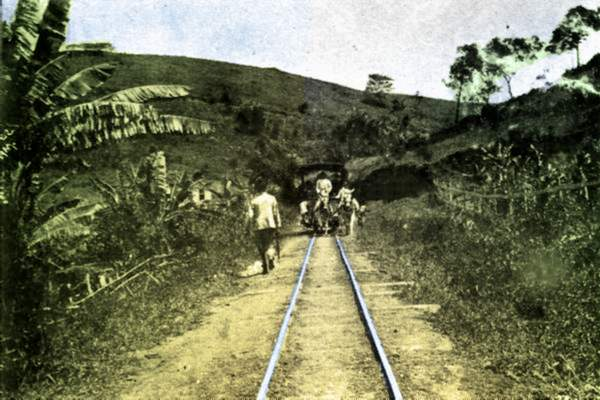
Os trilhos da extinta Estrada de Ferro Guararense. Material, em parte, fornecido pela Lidgerwood

A Lidgerwood foi uma empresa histórica de engenharia Norte-americana, especializada em metalurgia e famosa por seus guinchos, teleféricos, tratores, gruas, guindastes (yarders),   particularmente aqueles que foram vitais para a construção do Canal do Panamá. Mais tarde, a empresa especializou-se nos guindastes para as  madeireiras e em teleféricos, carros de transporte aéreo e cabeamentos. No Brasil, desempenhou papel importante na construção de máquinas para cooperarem no manejo do solo, cabeamentos, etc. e, principalmente, beneficiamento de produtos agrícolas, como o café por exemplo.

## A empresa
De sua contribuição para a construção, de modo significativo ficaram os registros nas construções do:
- Teleférico Lidgerwood. Nova Iorque, em 1907 e do
- Do Canal do Panamá, McCulloch, Andrew. 1985.
- Porto Craig, Nova Zelândia, onde cooperou com seu sistema de cabos de registro de sobrecarga

Além dos conhecidos e eficientes elevadores agrícolas ou grandes elevadores, os Guinchos Lidgerwood tiveram a sua devida importância, em usos específicos na manutenção da estrada de ferro, e eram usados nas ferrovias para mover vagões ferroviários de carga para a posição de carga e descarga (e para mover os outros carros para fora do caminho).  O uso dos guinchos eram para a manutenção da estrada de ferro, movendo as locomotivas a vapor e para içar os arados para cima dos vagões de carga para descarregar a sujeira e material rochoso.
Esses guinchos eram conhecidos como "O Lidgerwood" em algumas ferrovias nas instalações de locomotivas de máquinas a vapor que terminou em meados dos anos de 1950 nos EUA. As estações onde eram feitas estas operações de desmontagem e remontagem das locomotivas ficaram, por vezes, conhecidas como o o "Lidgerwood Track".
Incluia-se igualmente entre as operações da Lidgerwood a manutenção dos aterros ferroviários e a transferência do material erodido (solo, rocha, etc). O transporte deste material era feito a partir da adaptação de uma manivela em um carro plano, conhecido como "Carro Lidgerwood". 

## Decretos e Leis
No Brasil a empresa, segundo a legislação vigente poderia operar como:
- Art. 612, pg. 715 - Funileiros, latoeiros, picheleiros, bombeiros hidráulicos, e fundidores de torneiras;
- Art. 666, pg. 769 - Importação, exportação, comissão e consignação;
- Art. 697, pg. 821 - Maquinas para indústria, lavoura e marinha;
- Art. 868, pg. 1042 - Utensílios domésticos e gêneros norte americanos, franceses, ingleses e alemães para uso doméstico e lavoura. (Almanak Laemmert 1881) Ver imagem,(Almanak Laemmert 1892) Ver imagem

Assim, dentre concessões, privilégios e patentes, formam várias as leis e decretos relativos à Lidgerwood:
- Decreto nº 3.006, de 21 de Novembro de 1862
- Decreto nº 4.319, de 13 de Janeiro de 1869
- Decreto nº 4.711, de 31 de Março de 1871
- Decreto nº 5.161, de 4 de Dezembro de 1872
- Decreto nº 8.391, de 4 de Fevereiro de 1882
- Decreto nº 9.623, de 7 de Agosto de 1886

## Representação
Desde sua fundação em 1873, em Nova Iorque, por John Lidgerwood, sucedendo à Speedwell Iron Works, em 1801, a firma havia-se instalado em  Coatbridge (Escócia) em 1860, em Java em 1868 e, no Brasil, em 1862, na Rua da Misericórdia, n. 52, Rio de Janeiro, pelas mãos de William Van Vleck Lidgerwood. Do armazém aberto em 1862, William, parte para Campinas, em 1868, abrindo um depósito de instrumentos agrícolas, aproveitando o momento favorável pelo que atravessava o café do oeste paulista.
A partir de 1882, a firma firmou-se definitivamente em várias praças do Brasil, funcionando, a princípio, sem autorização, motivo pelo que foi multada em 3.000$000. . No ano seguinte, em 1887, ela recebe a patente e os privilégios, de acordo com a Lei 3.129, de 14 de outubro de 1882, pela invenção do aparelho, por ela denominado de Moinho e Secador Universal, destinado a beneficiar açúcar, sal e outros materiais. 
Em 1888 ela instala-se em seus escritório (na Avenida Central, 39) e depósitos (na Rua Saúde, 134 e 136) no Rio de Janeiro e nos anos que se seguem a firma investe definitivamente na produção e beneficiamento agrícola, fabricando descascadores, ventiladores, separadores, despolpadores, catadores, brunidores, moinhos, vapores locomóveis e fixos, carneiros hidráulicos, bombas simples e de pressão, polias, eixos, mancais, argolas, luvas, arados e grades de diversos sistemas, arame farpado, guinchos, correntes, caldeiras multitubulares para queimar bagaço e casca de café, engenhos de serra, moendas para cana, alambiques evaporadores, correias de sola, borracha e lona, graxas, óleo para máquinas a vapor, maquinas, etc., estopa, canos de ferro galvanizado e simples para água e vapor, macacos e tornos mecânicos, forjas portáteis, etc. engenhos centrais de açúcar, importadores de máquinas e aparelhos para lavoura e industria, fábricas de tecidos de algodão,  Escritório em um sobrado à Rua do Ouvidor, 35 e com depósito à Rua da Saúde, 134 e 136 Rio de Janeiro,  e Rua do Comércio, 44 São Paulo; Rua Lidgerwood, em Campinas; à Praça da Estação, emTaubaté. 
Em 1884, em Campinas, a Lidgerwood, adquiriu um edifício no largo da estação (na chamada Rua Lidgerwod), onde instalou sua fundição de ferro e bronze, depósito e oficina de suas construções mecânicas. Daí surgiu a fabricação de de carros, carroças, trolys, vagões para estrada de ferro. Eram grande fundidores de ferro e bronze em suas duas fábricas a de São Paulo e a de Campinas e também importadores de máquinas e aparelhos para lavoura e industrias, estradas de ferro e obras publicas e transportadores aéreos para navios de guerra para baldeação em viagem e únicos agentes no Brasil da Ingersoll Rand Co, fabricadora de compressores de ar comprimido, canalizadores, martelos pneumáticos e aparelhos para mineração e trabalhos em pedra  além de importarem de suas duas outras unidades em Glasgow, Inglaterra e Nova Iorque,Estados Unidos. 
A empresa tinha seu escritório com sede à Rua do Comércio, n. 14, São Paulo e, além de trabalhar na importação de máquinas pesadas usadas, em sua grande parte, na malha ferroviária, como giradores, locomotivas, vagões, etc., ela atuava como importadora, como representante e agenciadora de outras empresas, como por exemplo a fabricadora de bicicletas "Cleveland", a Cleveland Motorcycle Manufacturing Company, e da Ingersoll Rand Company.  Ela era igualmente, representante exclusiva das máquinas de costura Singer, e da Westinghouse Electric & Mig Co. dos Estados Unidos, e foi graças a esta representação que ela, em 1904, forneceu à Companhia Mineira de Eletricidade de Juiz de Fora, as máquinas e aparelhos elétricos, encomendadas por esta última. 